# Pursellia
Pursellia là một chi rêu trong họ Pterobryaceae.